# Камінський Еммануїл Абрамович
Еммануїл (Моня) Абрамович Камі́нський (29 липня 1927, Одеса — 8 вересня 2009, Одеса) — український художник; член Спілки радянських художників України з 1963 року.

## Біографія
Народився 29 липня 1927 року в місті Одесі (нині Україна). Протягом 1946—1951 років навчався в Одеському художньому училищі, був учнем Бориса Еберса, Леоніда Мучника. Дипломна робота — картина «Батумська демонстрація» (керівник Михайло Поплавський).
Упродовж 1951—1990 років працював на Одеському художньо-виробничому комбінаті. Мешкав в Одесі в будинку на вулиці Чкалова, № 1, квартира № 14 та у будинку на вулиці Канатній, № 101В, квартира № 128. Помер в Одесі 8 вересня 2009 року.

## Творчість
Працював у галузі станкового живопису (виконував натюрморти в імпресіоністичній манері, написав низку картин на історичну тематику), створював графічні твори у техніці пастелі. Серед робіт:
живопис
- «Натюрморт. Бузок» (1951, Бердянський художній музей);
- «Натюрморт» (1954);
- «У полі» (1955);
- «Весна» (1960);
- «До вечора» (1962, етюд);
- «На практику» (1963);
- «Сім'я» (1964);
- «Сім'я. Батьківська молодість» (1967);
- «Між боями» (1968—1969);
- «Комбед» (1969);
- «Сини» (1970—1971);
- «Думи солдатські» (1972, Одеський художній музей);
- «Осіння дорога» (1974, Одеський художній музей);
- «Щира пісня» (1975);
- «Іллічівське узбережжя» (1975);
- «Вугільна гавань» (1976);
- «Син» (1977);
- «Натюрморт із самоваром» (1978);
- «Зимова алея» (1979);
- «Вісті з фронту» (1979—1980);
- «Білі півонії» (1995);
- «Перша зелень» (2000);
- «Сині айстри» (2000);
- «Півонії в травні» (2001);
- «Маслини біля лиману» (2001);
- «Рожеві півонії» (2003);
- «Лиман» (2006);
- «Квіти на підвіконні» (2007);
- «Груші» (2008);

графіка
- «Яблука й хризантеми» (2000);
- «Кароліно-Бугаз. Узбережжя» (2002);
- «Яблука й виноград» (2002);
- «Соняшники» (2002);
- «Перед дощем» (2003);
- «Кароліно-Бугаз. Маслини» (2003);
- «Квіти у вазі» (2005);
- «Бузок» (2005);
- «Натюрморт із квітами» (2006);
- «Синій натюрморт» (2007).

Брав участь у всеукраїнських та всесоюзних мистецьких виставках з 1951 року. На зарубіжних виставках його роботи експонувалися у Варні і Сегеді у 1968 році, Генуї у 1975 і 1977 роках, Балтиморі у 1977 році. Персональні виставки його робіт відбулися в 1957, 1974, 1976 і 2010 (посмертна) в Одесі, у 1975 році в Києві.
Роботи художника постійно продаються на українських і світових аукціонах; крім згаданих музеїв зберігаються у Миколаївському художньому музеї, Маріупольському, Криворізькому, Уманському краєзнавчих музеях, а також в приватних колекціях України, Росії, Франції, Великої Британії, Японії.